# 小行星9017
小行星9017（9017 Babadzhanyan）是一颗绕太阳运转的小行星，为主小行星带小行星。该小行星于1986年10月2日发现。

## 轨道参数
小行星9017的轨道半长轴为2.5742248 UA，离心率为0.230。